# 9月13日
9月13日是阳历年的第256天（闰年是257天），离一年的结束还有109天。

## 大事记

### 16世紀以前
- 前509年：古羅馬的朱庇特神廟完工。
- 122年：罗马帝国开始建造哈德良长城。
- 533年：贝利撒留率领的罗马军团在阿德底斯姆战役中击败汪达尔王国的军队，并占领其首都迦太基。
- 728年：唐朝颁行《大衍历》。
- 1229年：窝阔台登基，成为蒙古帝国大汗。

### 16世紀
- 1510年：米開朗基羅開始著手製造大衛像。
- 1510年：明朝宦官刘瑾谋反事发。
- 1541年：經歷3年流亡生活的約翰·加爾文重新返回瑞士日內瓦，並提出有關教會改革的意見。
- 1567年：稻葉山城之戰開始，這是織田信長征服美濃國的最後一場戰役，並以信長的決定性勝利而告終。
- 1584年：西班牙埃斯科里亚尔修道院建成。

### 18世紀
- 1743年：英国、奥地利和撒丁王国签署《沃姆斯条约（英语：Treaty of Worms (1743)）》。
- 1752年：在英國和北美十三州，因將曆法從儒略曆轉換至格里曆，故該年10天內沒有9月3至13日。
- 1759年：七年战争：詹姆斯·沃爾夫領導的英國軍隊在新法蘭西魁北克市進行的亞伯拉罕平原戰役中擊敗法國部隊。
- 1788年：美国费城会议决定暂时定都纽约市，并确定第一次美国总统选举时间。
- 1791年：法国大革命：法国国王路易十六表示接受新宪法。
- 1796年：乾隆帝举行第三次“千叟宴”。

### 19世紀
- 1814年：1812年战争：美国军队于麦克亨利堡成功抵抗英军炮轰，受此启发而创作诗歌《保卫麦克亨利堡》，后来被用为美国国歌的歌词。
- 1843年：（儒略曆9月3日）希臘軍隊發動兵變（英语：3 September 1843 Revolution），要求國王奧托一世制定憲法。
- 1847年：美墨战争：溫菲爾德·斯科特率領之美利堅合眾國軍隊於查普爾特佩克（英语：Battle of Chapultepec）中攻打下查普爾特佩克城堡，並占领墨西哥合眾國首都墨西哥城。
- 1848年：一場爆炸將鐵棒穿透鐵路工頭費尼斯·蓋吉的頭部，他的生還和康復影響了19世紀對心理學和神經科學的討論。
- 1871年：大清帝國大使李鴻章與大日本帝國大使伊達宗城於直隸省天津府簽訂《中日通商章程》及《中日修好條規》。

### 20世紀
- 1906年：歐洲出現第一架固定翼機。
- 1914年：第一次世界大战：南非联邦对德国采取军事行动，占领德属西南非洲（納米比亞）。
- 1920年：美国的城市人口超过农村人口。
- 1922年：利比亚阿齐济耶的最高气温高达57.8℃，成为有记录以来的世界最高气温。
- 1937年：希特勒在纽伦堡的演说煽起了苏台德区德意志种族主义者的骚乱。
- 1939年：第二次世界大战：加拿大对德国宣战。
- 1943年：蒋介石任中华民国国民政府主席兼行政院长。
- 1944年：第二次世界大戰：菲利普·勒克萊爾指揮的法國第2裝甲師在棟派爾戰役中近乎全殲德國第112坦克旅，此戰為德軍坦克部隊在二戰西線戰場最慘重的單日戰鬥損失。
- 1947年：印度和巴基斯坦在脫離英國統治後，因宗教信仰問題發生糾紛。
- 1959年：中华人民共和国第一届运动会在北京工人体育场開幕。
- 1968年：阿爾巴尼亞人民共和國退出华沙条约组织。
- 1971年：文化大革命：被視為毛澤東接班人的中共中央副主席林彪在企圖發動政變失敗後，與家人乘坐專機離開中國時在蒙古墜毀而喪生。
- 1978年：香港油麻地發生連環塌樓事故，政府將這幾座樓宇列為危樓。
- 1985年：日本任天堂製作的FC遊戲機遊戲首次發行，為最為暢銷的電子遊戲之一。
- 1989年：德斯蒙德·图图在南非组织大规模反种族歧视游行。
- 1991年：香港的一本中文週刊《壹本便利》創刊。
- 1993年：以色列總理伊扎克·拉賓和巴勒斯坦解放組織主席亞西爾·阿拉法特在美國總統柯林頓的見證下於白宫正式签署《臨時自治安排原則宣言》。
- 1994年：美國國家航空航天局與歐洲空間局聯合研製之尤利西斯號探測器通過太陽南緯80.2度之南極地區。
- 1999年：莫斯科发生爆炸事件，119人遇难。

### 21世紀
- 2004年：一塌糊涂BBS被关闭，并且中国大陆的各大BBS相继发布公告，禁止讨论此事。
- 2005年：朝鲜核问题第四轮六方会谈在中国北京重开。
- 2005年：中华人民共和国主席胡锦涛与美国总统乔治·沃克·布什在纽约华尔道夫酒店会晤并讨论贸易、台湾问题、朝鲜核问题等议题。
- 2005年：一個軟體錯誤造成線上電玩遊戲《魔獸世界》的虛擬瘟疫大流行，成為流行病學家了解人類互動如何影響疾病爆發的模型。
- 2006年：國際天文學聯合會正式以不和女神厄里斯及違法女神迪絲諾美亞（英语：Dysnomia (deity)）為鬩神星及鬩衛一定名。
- 2007年：阿里山森林鐵路阿里山火車站重建完成，重新開放。
- 2007年：聯合國大會通過《土著人民權利宣言》。
- 2011年：美國職棒大聯盟波士頓紅襪隊投手提姆·韋克菲爾德贏得生涯第兩百勝。
- 2019年：香港天文台總部下午錄得的最高氣溫為33.0度，是自有記錄以來最熱的中秋節。
- 2021年：約納斯·加爾·斯特勒領導的挪威工黨及其他中間偏左政黨在2021年國會選舉中勝出。
- 2024年：中国全国人民代表大会常务委员会通过延迟退休方案，自2025年起的15年间逐步将男职工退休年龄从60岁延迟到63岁，女职工退休年龄从50岁、55岁分别延迟到55岁、58岁。

## 出生
- 601年：阿里·本·阿比·塔利卜，最後一位正統哈里發，先知穆罕默德的堂弟、女婿（661年逝世）
- 786年：馬蒙，阿拉伯帝國阿拔斯王朝第七任哈里發（833年逝世）
- 1087年：約翰二世，拜占庭帝國科穆寧王朝皇帝（1143年逝世）
- 1475年：切萨雷·博吉亚，義大利文藝復興時期統治者、瓦倫西亞大主教、樞機（1507年逝世）
- 1611年：李漁，清朝小說家、劇作家（1680年逝世）
- 1660年：丹尼爾·笛福，英國小說家、新聞記者（1731年逝世）
- 1676年：伊麗莎白·夏洛特，法國奥尔良公主（1744年逝世）
- 1694年：朝鮮英祖李昑，朝鮮國國王（1776年逝世）
- 1722年：弗朗索瓦·德·格拉斯，法國海軍將領（1788年逝世）
- 1761年：山東京傳，日本江戶時代浮世繪畫家、戲作作者（1816年逝世）
- 1819年：克拉拉·舒曼，德國鋼琴家，作曲家羅伯特·舒曼之妻（1896年逝世）
- 1860年：约翰·潘兴，美軍史上軍階最高的特級上將（1948年逝世）
- 1863年：阿瑟·亨德森，英國鐵模具製造商、工黨政治家，1934年諾貝爾和平獎得主（1935年逝世）
- 1870年：齋藤隆夫，日本政治人物（1949年逝世）
- 1873年：康斯坦丁·卡拉西奧多里，希臘數學家（1950年逝世）
- 1874年：，奥地利作曲家（1951年逝世）
- 1876年：舍伍德·安德森，美國小說家（1941年逝世）
- 1886年：羅伯特·魯賓遜，英國有機化學家，1947年諾貝爾化學獎得主（1975年逝世）
- 1887年：拉蒙·格劳·圣马丁，古巴醫生、政治人物，曾兩度出任古巴總統（1969年逝世）
- 1887年：拉沃斯拉夫·鲁日奇卡，克羅埃西亞化學家，1939年諾貝爾化學獎得主（1976年逝世）
- 1892年：普鲁士维多利亚·路易丝公主，不倫瑞克女公爵（1980年逝世）
- 1903年：克劳黛·考爾白，美國電影、舞台劇演員（1996年逝世）
- 1904年：赛义德·穆杰塔巴·阿里，孟加拉作家（1974年逝世）
- 1912年：霍勒斯·W·巴布科克，美國天文學家（2003年逝世）
- 1916年：羅爾德·達爾，挪威籍英國兒童文學作家、劇作家、短篇小說作家（1990年逝世）
- 1921年：盧·康特，美國海軍軍官，亞利桑那號擊沉事件中最後的倖存者（2024年逝世）
- 1924年：莫里斯·賈爾，旅美法國電影配樂作曲家（2009年逝世）
- 1924年：黎介壽，中國普外科學專家（2023年逝世）
- 1927年：察尼斯·察内塔基斯，希臘政治人物，前任希臘總理（2010年逝世）
- 1929年：尼可萊·吉奧羅夫，保加利亞男低音歌劇歌唱家（2004年逝世）
- 1931年：山田洋次，日本導演
- 1932年：伯多祿·魯比亞諾·薩恩斯，天主教波哥大總教區榮休總主教（2024年逝世）
- 1940年：奥斯卡·阿里亚斯·桑切斯，哥斯达黎加政治人物，前任哥斯大黎加總統，1987年諾貝爾和平獎得主
- 1940年：黃仁植，韓國籍武打演員
- 1941年：安藤忠雄，日本建築師
- 1941年：阿赫迈特·内吉代特·塞泽尔，土耳其政治人物，第10任土耳其總統
- 1945年：哈維爾·戈麥斯-納瓦羅，西班牙政治人物、商人（2024年逝世）
- 1945年：格特鲁德·蒙盖拉，坦桑尼亞女性政治家、教育家，第四次世界妇女大会秘書長、泛非议会首任主席
- 1946年：法蘭克·馬歇爾，美國製片、導演
- 1948年：西蒂韋尼·蘭布卡，斐濟政治人物，現任斐濟總理
- 1949年：约翰·亨利，美國職棒大聯盟波士頓紅襪、英超球隊利物浦、NASCAR羅什芬威車隊的老闆之一
- 1951年：薩爾瓦·基爾·馬亞爾迪特，南蘇丹政治人物，現任南蘇丹總統
- 1954年：勞永樂，香港医学界、政界人物（2015年逝世）
- 1956年：艾伦·杜卡斯，法國籍「九星名廚」
- 1957年：，菲律賓政治人物，現任菲律賓總統，前菲律賓獨裁者費迪南德·馬可仕之子
- 1958年：玉置浩二，日本藝人
- 1961年：南琪愛，韓國女演員
- 1961年：戴夫·马斯泰恩，美國麥加帝斯樂團吉他手、歌手、主要曲作家
- 1962年：丁薛祥，中國政治人物，現任中國共產黨中央政治局常委
- 1962年：松野博一，日本政治人物，現任內閣官房長官
- 1962年：江川央生，日本男性聲優。
- 1962年：托努·歐內伯魯，愛沙尼亞作家、詩人
- 1964年：王默君，台灣歌手（1989年逝世）
- 1964年：陳幼文，台灣男性配音員
- 1967年：麥可·詹森，美國田徑運動員，男子400公尺短跑世界紀錄保持人
- 1969年：謝恩·沃恩，澳大利亞男子板球運動員（2022年逝世）
- 1969年：泰勒·派瑞，美國製作人、導演、企業家、編劇、劇作家、作家、作曲家、演員
- 1969年：豪爾赫·格拉斯，厄瓜多政治人物、電氣工程師，第48任厄瓜多副總統
- 1970年：千葉進步，日本男性聲優
- 1970年：松岡由貴，日本女性聲優
- 1970年：岩崎明子，日裔美國免疫學家
- 1971年：，克羅地亞網球運動員
- 1972年：陳慧琳，香港歌手、演員
- 1973年：瑪希瑪·喬杜里，印度女演員
- 1975年：何潤東，台灣演員
- 1975年：上條明峰，日本漫畫家
- 1975年：今野宏美，日本女性聲優
- 1976年：柯林·崔佛洛，美國導演、編劇、監製
- 1977年：謝茜嘉，香港商業電台主持人
- 1977年：費歐娜·艾波，美國創作歌手、鋼琴家
- 1977年：申東美，韓國女演員
- 1977年：黃奕，中國女演員
- 1978年：徐偉賢，香港歌手
- 1980年：韓彩英，韓國女演員
- 1980年：松坂大輔，日本籍美國職棒球員，被認為是日本職棒史上最強投手之一，別號「平成怪物」
- 1982年：努內，巴西職業籃球運動員
- 1983年：李姝妍，台灣藝人
- 1983年：韓鵬，中國職業足球運動員
- 1984年：妮達·帕查娜維拉潘，泰國女演員、模特兒、歌手（2022年逝世）
- 1984年：張芳奕，台灣藝人
- 1985年：鈴木惠美，中國裔日本模特兒、演員
- 1986年：周澄，香港社會活動家
- 1987年：穆罕默德·阿吉马·卡萨布，2008年孟買連環恐怖襲擊十名槍手之一、唯一污點證人（2012年逝世）
- 1987年：G.NA，韓國女歌手
- 1987年：茅野愛衣，日本女性聲優
- 1987年：柳博芙·索博爾，俄羅斯政治、公眾人物
- 1989年：托馬斯·穆勒，德國職業足球運動員
- 1991年：克謝尼娅·阿法纳西耶娃，俄羅斯女子體操運動員
- 1991年：蒂基絲·本·耶索夫，尼日女子跆拳道運動員
- 1993年：張慧雯，中國女演員
- 1993年：南真由，日本女性聲優
- 1993年：奈爾·霍蘭，愛爾蘭男歌手
- 1995年：若爾丹·巴爾代拉，法國政治人物
- 1995年：花花公子卡地（英语：Playboi Carti），美國饒舌歌手
- 1997年：李在賢，韓國男子偶像團體THE BOYZ成員
- 1999年：大園桃子，日本女子偶像團體乃木坂46成員
- 1999年：崔然竣，韓國男子偶像團體TXT成員
- 2001年：鄭成燦，韓國男子偶像團體RIIZE成員
- 2012年：林諾，巴基斯坦裔香港男演員
- 生年不詳：夏目妃菜，日本女性聲優

## 逝世
- 87年：提圖斯，羅馬皇帝（39年出生）
- 531年：喀瓦德一世，伊朗國王（473年出生）
- 1592年：米歇爾·德·蒙田，法國哲學家（1533年出生）
- 1598年：菲利普二世，西班牙国王、葡萄牙國王（1527年出生）
- 1759年：詹姆斯·沃爾夫，英國陸軍軍官（1727年出生）
- 1806年：查爾斯·詹姆士·福克斯，英國政治人物（1749年出生）
- 1872年：路德维希·安德列斯·费尔巴哈，德国唯物主义哲学家和无神论者（1804年出生）
- 1912年：乃木希典，日本陸軍上將，第3任臺灣總督（1849年出生）
- 1931年：莉莉·艾爾伯，丹麥跨性別女性，世界上有紀錄的最早接受性別重置手術者之一（1882年出生）
- 1949年：奧古斯特·克羅，丹麦生物学家（1874年出生）
- 1961年：大衛·鮑斯-萊昂，英國王室成員（1902年出生）
- 1971年：林彪，中国共产党党员、中华人民共和国革命家、军事家（1907年出生）
- 1971年：葉群，中共第九屆中央政治局委員、林彪夫人（1917年出生）
- 1971年：林立果，林彪之子（1945年出生）
- 1973年：孙科，中國國民黨要员、行政院院長（1891年出生）
- 1996年：圖帕克·夏庫爾，美国饶舌歌手，艺名2Pac（1971年出生）
- 1998年：喬治·華萊士，美國律師、政治家，曾任阿拉巴馬州州長（1919年出生）
- 2002年：亞歷山大·卡贊采夫，蘇聯科幻小說家、飛碟學家、軍事工程專家、西洋棋排局家（1906年出生）
- 2003年：梅益，中國翻译家，学者（1913年出生）
- 2014年：孔令晟，中華民國海軍陸戰隊司令、中華民國行政院內政部警政署署長（1918年出生）
- 2015年：摩西·馬龍，前NBA中鋒[1]（1955年出生）
- 2021年：安東尼·休伊什，英國無線電天文學家，1974年諾貝爾物理學獎得主（1924年出生）
- 2021年：博里萨夫·约维奇，南斯拉夫政治人物，第12任南斯拉夫总统（1928年出生）
- 2022年：尚盧·高達，法國-瑞士導演，法國新浪潮電影奠基者之一（1930年出生）
- 2023年：米爾恰·斯涅古爾，摩爾多瓦政治人物，首任摩爾多瓦總統（1940年出生））
- 2023年：滕汝駿，中國男演員（1946年出生）

## 节假日和习俗
- 西方基督教：聖約翰一世慶節
- 俄羅斯：程序员节
- 模里西斯：工程師節